# アンチャーテッド コレクション
『アンチャーテッド コレクション』（英題：UNCHARTED: The Nathan Drake Collection）は、ソニー・コンピュータエンタテインメントより2015年10月8日に発売されたPlayStation 4用コンピュータゲーム。

## 概要
PlayStation 3で発売されたアンチャーテッドシリーズ全3作をPlayStation 4用にリマスターした作品。解像度が1080pに、フレームレートが60pになっている。また、フォトモードとトロフィーが追加され、ゲーム全体の改善もなされている。収録されるのはシングルプレイモードのみで、オンラインマルチプレイヤーモードは収録されない。早期購入特典に2016年5月10日発売のシリーズ第4作・『アンチャーテッド 海賊王と最後の秘宝』のオンラインマルチプレイのβテスト参加権が付属する。

## 収録タイトル
- アンチャーテッド エル・ドラドの秘宝

2007年12月6日に発売されたシリーズ第1弾。フランシス・ドレイクの残した手帳を手に入れた主人公ネイトが、ジャングルや遺跡、古城を舞台に伝説の財宝「エル・ドラド」を求める冒険を描く。
- アンチャーテッド 黄金刀と消えた船団

2009年10月15日に発売されたシリーズ第2弾。ネイトは仲間と一緒にマルコ・ポーロの消えた船団が鍵を握っていた「チンターマニ石」の有りかである伝説の都市シャングリラを求めて冒険に出る。新しい舞台はトルコ、ネパール、チベットなどの地域。
- アンチャーテッド 砂漠に眠るアトランティス

2011年11月2日に発売されたシリーズ第3弾。ネイトは相棒サリーとともに、アラビアのローレンスもが求めていたとされる幻の古代都市「砂漠のアトランティス」を探しに世界中を飛び回る冒険に出る。舞台はロンドン、シリア、イエメン、ルブアルハリ砂漠などの地域。

## 用語
黄金刀
第2作に登場。ボルネオで発見したナイフ。シャングリラを発見するために必要な道具。